# Pimenta Bueno
Pimenta Bueno è un comune del Brasile nello Stato di Rondônia, parte della mesoregione del Leste Rondoniense e della microregione di Vilhena.